# Experimento de Neutrinos Subterráneo Profundo

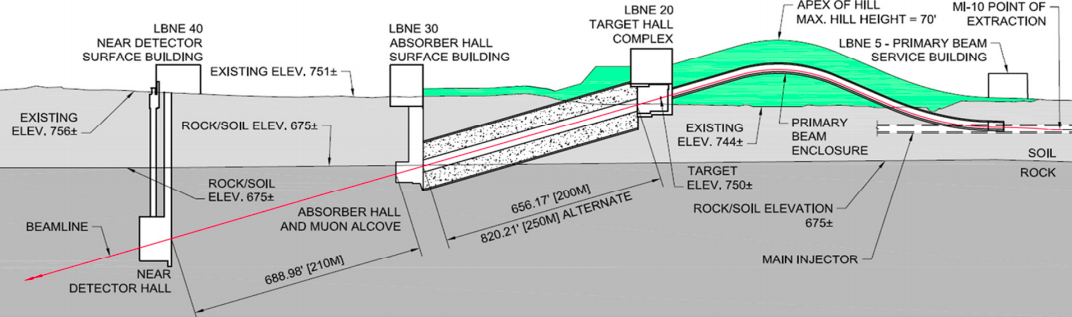
Diagrama del experimento

El Experimento Profundo de Neutrinos Subterráneos (DUNE, por sus siglas en inglés Deep Underground Neutrino Experiment) es un experimento de neutrinos en construcción, con un detector cercano en Fermilab y un detector lejano en la Instalación de Investigación Subterránea de Sanford que observará los neutrinos producidos en Fermilab. Disparará un intenso haz de billones de neutrinos desde una instalación de producción en Fermilab (en Illinois) a una distancia de 1.300 kilómetros hasta un volumen instrumentado de 40 kilotones de argón líquido ubicado bajo tierra en el Laboratorio de Sanford en Dakota del Sur. Los neutrinos viajarán en línea recta a través de la Tierra, alcanzando unos 30 kilómetros bajo tierra cerca del punto medio; el detector lejano estará a 1,5 km bajo la superficie. Cerca de 870.000 toneladas de roca serán excavadas para crear las cavernas para los detectores lejanos. Más de 1.000 colaboradores trabajan en el proyecto.
Los objetivos científicos principales de DUNE son
- una investigación exhaustiva de las oscilaciones de neutrinos para probar la violación de CP en el sector de leptones;
- determinación el orden de las masas de neutrinos;
- buscar neutrinos más allá de los tres conocidos actualmente;
- estudios de supernovas y la formación de una estrella de neutrones o un agujero negro;[6]
- buscar la descomposición de protones.[6]

## Financiamiento y construcción
El diseño actual del detector lejano es para cuatro módulos de argón líquido instrumentado con un volumen fiducial de 10 kilotones cada uno. Se espera que los primeros dos módulos se completen en 2024, con el haz operativo en 2026. Se planea que el módulo final esté operativo en 2027.
En 2017, el Consejo de Instalaciones de Ciencia y Tecnología del Reino Unido (STFC) anunció una inversión de £ 65M en DUNE y LBNF.
La excavación de las cavidades del detector lejano comenzó el 21 de julio de 2017, y prototipos de detectores están siendo construidos y probados en el CERN. El primero de los dos prototipos, el ProtoDUNE monofásico, registró sus primeras pistas de partículas en septiembre de 2018. La participación del CERN en DUNE marcó una nueva dirección en la investigación de neutrinos del CERN y los experimentos se mencionan como parte de la Plataforma de Neutrinos en el programa de investigación del laboratorio.

## Historia
El proyecto se inició originalmente como un proyecto exclusivo de EE. UU., llamado Long Baseline Neutrino Experiment (LBNE); alrededor de 2012–2014 se consideró un descope con un detector cerca de la superficie para reducir el costo. Sin embargo, el Panel de Priorización del Proyecto de Física de Partículas (P5) concluyó en su informe de 2014 que la actividad de investigación que realiza LBNE "debería reformularse bajo los auspicios de una nueva colaboración internacional, como un programa coordinado internacionalmente y financiado internacionalmente, con Fermilab como anfitrión", volviendo a un detector subterráneo profundo. La colaboración de LBNE se disolvió oficialmente el 30 de enero de 2015, poco después de la nueva colaboración recomendada por P5 se formó el 22 de enero de 2015. La nueva colaboración seleccionó el nombre Deep Underground Neutrino Experiment (DUNE).